# حبارى إفريقي

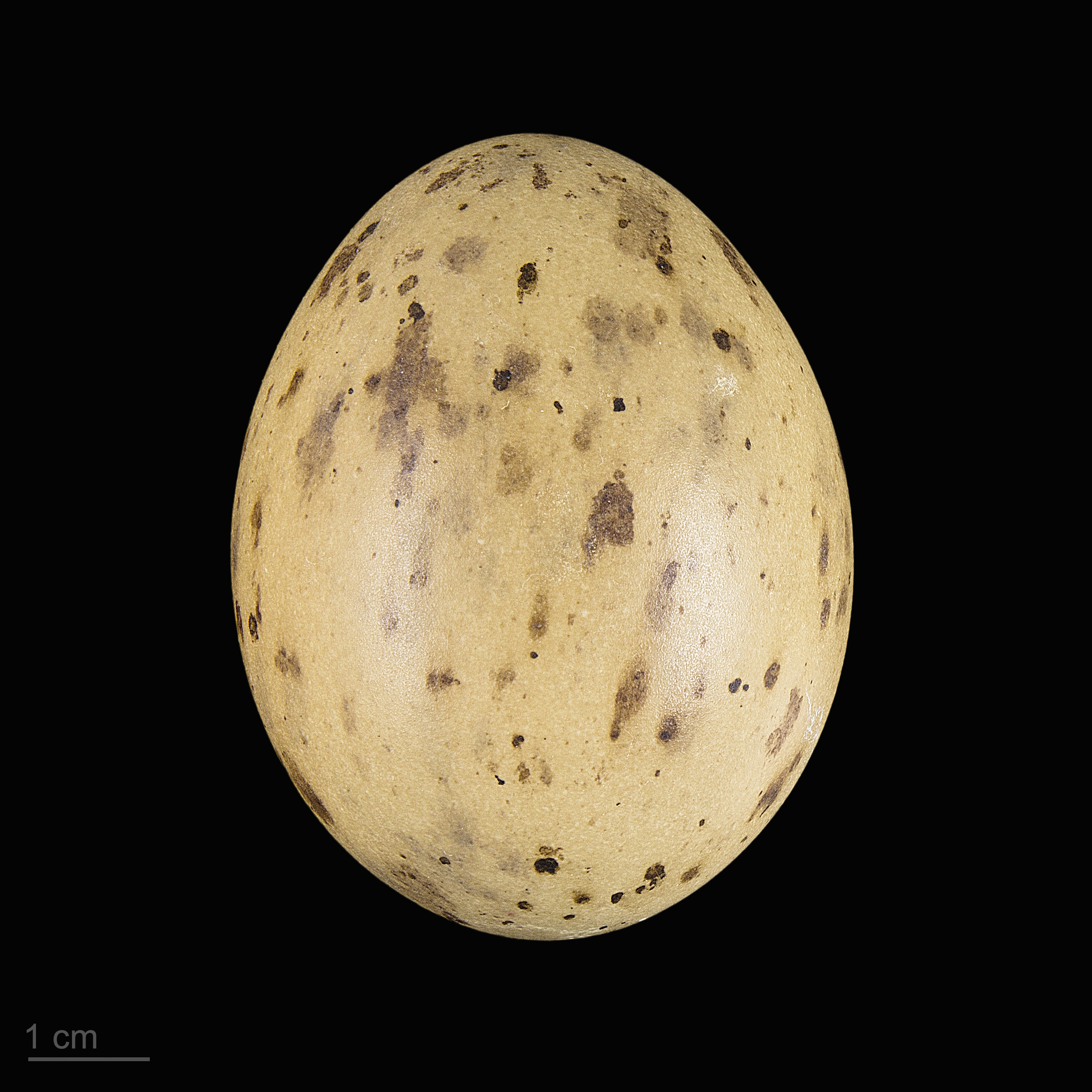
Chlamydotis undulata

الحُبَارَى الأَفْرِيقِيّ أو حُبَارَى مُطوَّقة أو الحُبْرُج أو الخَرَب (الاسم العلمي: Chlamydotis undulata) هو نوع طيور من جنس الحبارى يكثر في شمال أفريقيا. نوعٌ من الحبارى الآبدة في العراق والجزيرة. يكثر وجودها في الشرق الأدنى وفي إفريقية الشمالية. جثتها متوسطة القد جولها نحو 60 سم. تتميز باستطالة عنقها ومنقارها الذي يعادل طول رأسها. ثوبها متراكب الألوان يغلب فيه الأبيض الرمادي الممشق بالاسود. زمكها أبيض يعلوه حباك أسود ثلاثي الخطوط. قال الجاحظ: لها خزانة في دبرها لها أبداً فيها سلح رقيق فمتى ألح عليها الصقر سلحت عليه فينتف ريشه كله وفي ذلك هلاكه وقد جعل الله تعالى سلحها سلاحاً لها. قال الشاعر: